# Liste des médailles olympiques retirées
La liste des médailles olympiques officiellement retirées recense les différents sportifs ayant gagné des médailles à des épreuves lors des jeux olympiques, contrôlés positifs à une substance dopante et dont la médaille leur est retirée. Le Comité international olympique (CIO) est l'organe de direction qui a l'autorité pour déclassé les athlètes lorsqu'ils sont en violation des règles lors des Jeux olympiques. Le CIO peut retirer aux athlètes les médailles olympiques et en demander leurs retours.

## En pratique
Entre octobre 1968 et septembre 2024, un total de 160 médailles ont été retirées et 9 médailles sont restées non attribuées après avoir été destituées. Une grande majorité de ces sanctions ont eu lieu depuis l'année 2000 grâce à l'amélioration des tests antidopage.
Dans le cas d'épreuves disputées par équipes, le CIO peut retirer les médailles à l'ensemble d'une équipe si l'infraction est commise par un seul membre de l'équipe. Dans le tableau ci-dessous, en cas de médaille retirée pour une équipe, l'athlète en question est indiqué entre parenthèses. L'organisme international qui régit chaque sport olympique peut également priver un athlète d'une médaille en cas d'infractions aux règles de ce sport.
La majorité des médailles destituées sont en athlétisme (54, 21 médailles d'or) et haltérophilie (52, 15 médailles d'or). Le pays qui a eu le plus de médailles retirées est la Russie (et les équipes associées russes), avec 51, soit quatre fois plus que le deuxième pays s'étant vu retirer le plus de médailles, et représente ainsi 32 % du total. Les États post-soviétiques représentent plus de 57 % du total. Les Jeux olympiques d'été de 2008 comptent 50 médailles retirées. Parmi les 19 disciplines affectées par un retrait de médaille, les Jeux olympiques d’hiver sont en tête avec 13 médailles.
Bien qu'aucun athlète ne se soit officiellement dopé aux Jeux olympiques d'été de 1980, il a été affirmé que les athlètes avaient commencé à utiliser la testostérone et d'autres médicaments pour lesquels aucun test n'avait encore été mis au point. Un rapport d'un comité du Sénat australien, publié en 1989, affirmait qu'« il n'y a guère de médaillé aux Jeux de Moscou, certainement pas un médaillé d'or ... qui ne prend pas un type de drogue ou d'un autre : en général plusieurs. On aurait pu appeler ces Jeux, les Jeux des chimistes ».
Un membre de la commission médicale du CIO, Manfred Donike, a réalisé en privé des tests supplémentaires avec une nouvelle technique d'identification des niveaux anormaux de testostérone en mesurant son rapport à l'épitestostérone dans les urines. Vingt pour cent des échantillons qu'il a testés, y compris ceux de seize médaillés d'or, auraient donné lieu à une procédure disciplinaire si les tests avaient été officiels. Les résultats des tests non officiels de Donike ont par la suite convaincu le CIO d’ajouter sa nouvelle technique à leurs protocoles de test. Le premier cas documenté de "dopage sanguin" s'est produit aux Jeux olympiques d'été de 1980, un coureur ayant été transfusé avec deux litres de sang avant de remporter des médailles aux 5 000 m et 10 000 m.
À l’exception de douze cas, tous les médailles retirées impliquent des infractions liées au dopage et au dépistage des drogues.
- Jack Egan a remporté deux médailles en boxe aux Jeux olympiques d'été de 1904, une médaille d'argent dans la catégorie des poids légers, perdant contre Harry Spanjer en finale et une médaille de bronze ex-aequo dans la catégorie des poids welters. Selon les règles de l'AAU, il était illégal de combattre sous un faux nom (le vrai nom d'Egan était Frank Joseph Floyd). En novembre 1905, l'AAU a disqualifié Egan de toutes les compétitions de l'AAU et il a dû rendre tous ses prix, y compris ses deux médailles olympiques[5],[6].
- Jim Thorpe s'est vu retirer ses deux médailles d'or de 1912, en raison du fait qu'il avait participé à un sport professionnel, mais elles ont été rendues en 1982 à ses enfants, 29 ans après sa mort.
- L'équipe suédoise de dressage, qui avait remporté l’or aux Jeux olympiques d'été de 1948, fut disqualifiée le 27 avril 1949 par la Fédération équestre internationale (FEI) et avec l'approbation du CIO. Gehnäll Persson avait été promu lieutenant trois semaines avant la compétition. Seulement deux semaines et demie après la compétition, l'armée suédoise le rétrograda au grade de sergent. Selon les règlements de l'époque, seuls les officiers étaient autorisés à participer, mais pas les sous-officiers. Comme Persson n'avait été promu que pour la période entourant les Jeux, cela fut considéré comme une violation des règles. L'incident a conduit la FEI à moderniser ses conditions d’inscription, qui étaient perçues comme obsolètes[7].
- Marika Kilius et Hans-Jürgen Bäumler ont été privés de leur médaille d’argent en patinage artistique en 1964 pour des raisons similaires à celles de Thorpe, mais ils ont été réintégrés en 1987.
- Ingemar Johansson a été disqualifié du combat pour la médaille d'or à la compétition de boxe des poids lourds de 1952 après que l'arbitre a estimé qu'il manquait de combativité pour remporter le match en trois rounds. Il est ensuite déchu de la médaille d'argent qu'il aurait obtenue. Johansson a déclaré qu'il n'avait pas lancé de coups de poing sur son adversaire lors des deux premiers tours pour le fatiguer avant de lancer une série de coups de poing lors du troisième. Il a finalement reçu sa médaille d'argent en 1982[8].
- En 1992, Ibragim Samadov de l'équipe Unifiée a été déchu de sa médaille de bronze après avoir jeté sa médaille au sol et quitté  la cérémonie de remise des prix[9],[10].
- Ara Abrahamian a été déchu de sa médaille de bronze en 2008 pour des raisons similaires[11].
- En 2010, la Chine a perdu la médaille de bronze de 2000 pour son équipe de gymnastique, car il a été prouvé que Dong Fangxiao (membre de l'équipe) était en dessous de l'âge minimum au moment de la compétition.
- En 2022, les résultats de l'épreuve de skicross féminin ont été révisés neuf jours après l'événement et une semaine après la fin des Jeux, à la suite d'un appel de Fanny Smith, qui avait été pénalisée pour avoir provoqué un contact pendant la finale. Elle a récupéré le bronze aux dépens de Daniela Maier à la suite de la décision du comité d'appel de la FIS. Les deux athlètes et leurs fédérations sportives ont ensuite convenu de partager la troisième place et la médaille de bronze de Maier lui a été réattribuée[12],[13].
- En 2024, la gymnaste américaine Jordan Chiles a obtenu une médaille de bronze aux épreuves aux sol en gymnastique artistique, après révision de sa note basée sur une difficulté mal estimée selon la coach de Chiles. La modification favorable de la note l'a ainsi fait passé de la cinquième à la troisième place du classement. La gymnaste ukrainienne Ana Bărbosu a alors fait appel auprès du Tribunal arbitral du sport, affirmant que la requête de Chiles n'aurait pas dû être réexaminée car elle avait été effectuée après le délai réglementaire d'une minute. Cinq jours après, le TAS a constaté le retard de quatre secondes du dépôt de la requête de Chiles, violant l'article 8.5 du Règlement Technique FIG 2024[14], et a ordonné le rétablissement de la note initiale ainsi que la détermination du classement final par la FIG et l'attribution de la médaille conformément à la décision ci-dessus[15],[16].

Certains athlètes se sont vu retirer des médailles pour différentes méthodes de triche avant de monter physiquement sur le podium, comme le coureur de marathon américain Frederick Lorz aux Jeux olympiques de 1904 et le cavalier suédois Bertil Sandström aux Jeux olympiques de 1932. Ces athlètes ne sont pas inclus dans la liste car ils ont été disqualifiés avant de recevoir physiquement leurs médailles.
Le lutteur russe Besik Kudukhov a échoué en 2016 à un test de dépistage de drogue effectué sur un échantillon prélevé lors de la compétition de lutte libre de 60 kg aux Jeux olympiques de 2012. Kudukhov étant décédé trois ans auparavant dans un accident de voiture, sa médaille est conservée.
Dans quelques cas, le CIO a annulé des décisions antérieures. Dans le cas de Rick DeMont, en 2001, le Comité olympique des États-Unis (USOC) a reconnu sa médaille d'or obtenue lors des Jeux olympiques d'été de 1972, mais seul le CIO a le pouvoir de réattribuer une médaille, et il a refusé de le faire. DeMont avait initialement remporté la médaille d'or sur le 400 mètres nage libre, mais le Comité international olympique (CIO) lui a retiré sa médaille d'or après que son analyse d'urine effectuée à l'issue de la course ressorte positive à l'éphédrine. Cette substance était contenue dans son médicament prescrit par ordonnance contre l'asthme. Le test positif l'a également privé d'une chance de remporter plusieurs médailles, car il n'était autorisé à nager dans aucune autre épreuve aux Jeux olympiques de 1972, y compris le 1 500 mètres nage libre pour lequel il était alors détenteur du record du monde. Avant les Jeux olympiques, DeMont avait correctement déclaré ses médicaments contre l'asthme sur ses formulaires de divulgation médicale, mais le Comité olympique américain (USOC) ne les avait pas approuvés avec le comité médical du CIO.

## Liste des médailles olympiques retirées
Ci-dessous la liste des médailles olympiques officiellement retirées par le CIO, l'autorité suprême du mouvement olympique.
- La mention (X) indique une médaille laissée vacante
- La mention (Y) indique une médaille non encore réattribuée ou déclarée vacante
- La mention (Z) indique que le retrait de la médaille n'est pas dû au dopage

| Jeux                            | Athlète                                                                         | Pays                          | Médaille | Épreuve                                           | Ref     |
| ------------------------------- | ------------------------------------------------------------------------------- | ----------------------------- | -------- | ------------------------------------------------- | ------- |
| Jeux olympiques d'été de 1904   | Jack Egan                                                                       | États-Unis                    | Argent   | Boxe, poids légers hommes (Z)                     | ,       |
| Jeux olympiques d'été de 1904   | Jack Egan                                                                       | États-Unis                    | Bronze   | Boxe, poids welters hommes (Z)                    | ,       |
| Jeux olympiques d'été de 1948   | Équipe de dressage (Gehnäll Persson)                                            | Suède                         | Or       | Équitation, dressage par équipes (Z)              | [ 7 ]   |
| Jeux olympiques d'été de 1968   | Équipe de pentathlon (Hans-Gunnar Liljenwall)                                   | Suède                         | Bronze   | Pentathlon moderne par équipes                    | [ 20 ]  |
| Jeux olympiques d'été de 1972   | Bakhvain Buyadaa                                                                | Mongolie                      | Argent   | Judo, 63 kg hommes (X)                            | [ 21 ]  |
| Jeux olympiques d'été de 1972   | Équipe cycliste (Aad van den Hoek)                                              | Pays-Bas                      | Bronze   | Cyclisme, contre-la-montre par équipes hommes (X) | [ 22 ]  |
| Jeux olympiques d'été de 1972   | Jaime Huélamo                                                                   | Espagne                       | Bronze   | Cyclisme, course en ligne hommes (X)              | [ 22 ]  |
| Jeux olympiques d'été de 1972   | Rick DeMont                                                                     | États-Unis                    | Or       | Natation, 400 mètres nage libre hommes            | [ 18 ]  |
| Jeux olympiques d'hiver de 1976 | Galina Kulakova                                                                 | Union soviétique              | Bronze   | Ski de fond, 5 km femmes                          | [ 23 ]  |
| Jeux olympiques d'été de 1976   | Valentin Khristov                                                               | Bulgarie                      | Or       | Haltérophilie, 110 kg hommes                      | [ 24 ]  |
| Jeux olympiques d'été de 1976   | Blagoy Blagoev                                                                  | Bulgarie                      | Argent   | Haltérophilie, 82,5 kg hommes                     | [ 25 ]  |
| Jeux olympiques d'été de 1976   | Zbigniew Kaczmarek                                                              | Pologne                       | Or       | Haltérophilie, 67,5 kg hommes                     | [ 26 ]  |
| Jeux olympiques d'été de 1984   | Martti Vainio                                                                   | Finlande                      | Argent   | Athlétisme, 10 000 m hommes                       | [ 27 ]  |
| Jeux olympiques d'été de 1984   | Tomas Johansson                                                                 | Suède                         | Argent   | Lutte gréco romaine +100 kg hommes                | [ 28 ]  |
| Jeux olympiques d'été de 1988   | Ben Johnson                                                                     | Canada                        | Or       | Athlétisme, 100 m hommes                          | [ 29 ]  |
| Jeux olympiques d'été de 1988   | Mitko Grablev                                                                   | Bulgarie                      | Or       | Haltérophilie, 56 kg hommes                       | [ 30 ]  |
| Jeux olympiques d'été de 1988   | Angel Guenchev                                                                  | Bulgarie                      | Or       | Haltérophilie, 67,5 kg hommes                     | [ 30 ]  |
| Jeux olympiques d'été de 1988   | Andor Szanyi                                                                    | Hongrie                       | Argent   | Haltérophilie, 100 kg hommes                      | [ 31 ]  |
| Jeux olympiques d'été de 1988   | Kerrith Brown                                                                   | Grande-Bretagne               | Bronze   | Judo, 71 kg hommes                                | [ 32 ]  |
| Jeux olympiques d'été de 1992   | Ibragim Samadov                                                                 | Équipe unifiée de l’ex-URSS   | Bronze   | Haltérophilie, 82,5 kg hommes (X, Z)              | [ 33 ]  |
| Jeux olympiques d'été de 2000   | Ashot Danielyan                                                                 | Arménie                       | Bronze   | Haltérophilie, +105 kg hommes                     | [ 34 ]  |
| Jeux olympiques d'été de 2000   | Izabela Dragneva                                                                | Bulgarie                      | Or       | Haltérophilie, 48 kg femmes                       | [ 35 ]  |
| Jeux olympiques d'été de 2000   | Ivan Ivanov                                                                     | Bulgarie                      | Argent   | Haltérophilie, 56 kg hommes                       | [ 35 ]  |
| Jeux olympiques d'été de 2000   | Sevdalin Minchev                                                                | Bulgarie                      | Bronze   | Haltérophilie, 62 kg hommes                       | [ 35 ]  |
| Jeux olympiques d'été de 2000   | Équipe de gymnastique (Dong Fangxiao)                                           | Chine                         | Bronze   | Gymnastique, concours par équipes femmes (Z)      | [ 36 ]  |
| Jeux olympiques d'été de 2000   | Alexander Leipold                                                               | Allemagne                     | Or       | Lutte libre 76 kg hommes                          | [ 37 ]  |
| Jeux olympiques d'été de 2000   | Andreea Răducan                                                                 | Roumanie                      | Or       | Gymnastique, concours général individuel femmes   | [ 38 ]  |
| Jeux olympiques d'été de 2000   | Marion Jones                                                                    | États-Unis                    | Or       | Athlétisme, 100 m femmes (X)                      | [ 39 ]  |
| Jeux olympiques d'été de 2000   | Marion Jones                                                                    | États-Unis                    | Or       | Athlétisme, 200 m femmes                          | [ 39 ]  |
| Jeux olympiques d'été de 2000   | Marion Jones                                                                    | États-Unis                    | Bronze   | Athlétisme, saut en longueur femmes               | [ 39 ]  |
| Jeux olympiques d'été de 2000   | Équipe de relais (Antonio Pettigrew, Jerome Young)                              | États-Unis                    | Or       | Athlétisme, 4 × 400 m relais hommes               | [ 40 ]  |
| Jeux olympiques d'été de 2000   | Lance Armstrong                                                                 | États-Unis                    | Bronze   | Cyclisme, contre-la-montre hommes (X)             | [ 41 ]  |
| Jeux olympiques d'hiver de 2002 | Larisa Lazutina                                                                 | Russie                        | Or       | Ski de fond, 30 km classique femmes               | ,       |
| Jeux olympiques d'hiver de 2002 | Larisa Lazutina                                                                 | Russie                        | Argent   | Ski de fond, 15 km libre femmes                   | [ 44 ]  |
| Jeux olympiques d'hiver de 2002 | Larisa Lazutina                                                                 | Russie                        | Argent   | Ski de fond, poursuite femmes                     | [ 44 ]  |
| Jeux olympiques d'hiver de 2002 | Olga Danilova                                                                   | Russie                        | Or       | Ski de fond, poursuite femmes                     | [ 42 ]  |
| Jeux olympiques d'hiver de 2002 | Olga Danilova                                                                   | Russie                        | Argent   | Ski de fond, 10 km classique femmes               | [ 42 ]  |
| Jeux olympiques d'hiver de 2002 | Johann Mühlegg                                                                  | Espagne                       | Or       | Ski de fond, 50 km classique hommes               | [ 42 ]  |
| Jeux olympiques d'hiver de 2002 | Johann Mühlegg                                                                  | Espagne                       | Or       | Ski de fond, 30 km libre hommes                   | [ 45 ]  |
| Jeux olympiques d'hiver de 2002 | Johann Mühlegg                                                                  | Espagne                       | Or       | Ski de fond, poursuite hommes                     | [ 45 ]  |
| Jeux olympiques d'hiver de 2002 | Alain Baxter                                                                    | Grande-Bretagne               | Bronze   | Ski alpin, slalom hommes                          | [ 46 ]  |
| Jeux olympiques d'été de 2004   | Ivan Tsikhan                                                                    | Biélorussie                   | Argent   | Athlétisme, lancer du marteau hommes (X)          | [ 47 ]  |
| Jeux olympiques d'été de 2004   | Iryna Yatchanka                                                                 | Biélorussie                   | Bronze   | Athlétisme, lancer du disque femmes               | [ 47 ]  |
| Jeux olympiques d'été de 2004   | Équipe d'équitation (le cheval Goldfever monté par le cavalier Ludger Beerbaum) | Allemagne                     | Or       | Équitation, saut d'obstacles par équipes          | [ 48 ]  |
| Jeux olympiques d'été de 2004   | Leonídas Sabánis                                                                | Grèce                         | Bronze   | Haltérophilie, 62 kg hommes                       | [ 49 ]  |
| Jeux olympiques d'été de 2004   | Adrián Annus                                                                    | Hongrie                       | Or       | Athlétisme, lancer du marteau hommes              | [ 50 ]  |
| Jeux olympiques d'été de 2004   | Róbert Fazekas                                                                  | Hongrie                       | Or       | Athlétisme, lancer du disque hommes               | [ 51 ]  |
| Jeux olympiques d'été de 2004   | Ferenc Gyurkovics                                                               | Hongrie                       | Argent   | Haltérophilie, 105 kg hommes                      | [ 52 ]  |
| Jeux olympiques d'été de 2004   | Le cheval Waterford (monté par le cavalier Cian O'Connor)                       | Irlande                       | Or       | Équitation, saut d'obstacles individuel           | [ 53 ]  |
| Jeux olympiques d'été de 2004   | Irina Korzhanenko                                                               | Russie                        | Or       | Athlétisme, lancer du poids femmes                | [ 54 ]  |
| Jeux olympiques d'été de 2004   | Svetlana Krivelyova                                                             | Russie                        | Bronze   | Athlétisme, lancer du poids femmes (X)            | [ 47 ]  |
| Jeux olympiques d'été de 2004   | Oleg Perepetchenov                                                              | Russie                        | Bronze   | Haltérophilie, 77 kg hommes                       | [ 55 ]  |
| Jeux olympiques d'été de 2004   | Yuriy Bilonoh                                                                   | Ukraine                       | Or       | Athlétisme, lancer du poids hommes                | [ 47 ]  |
| Jeux olympiques d'été de 2004   | Équipe d'aviron (Olena Olefirenko)                                              | Ukraine                       | Bronze   | Aviron, quatre de couple femmes                   | [ 56 ]  |
| Jeux olympiques d'été de 2004   | Tyler Hamilton                                                                  | États-Unis                    | Or       | Cyclisme, contre-la-montre hommes                 | [ 57 ]  |
| Jeux olympiques d'hiver de 2006 | Olga Medvedtseva                                                                | Russie                        | Argent   | Biathlon, individuel femmes                       | [ 58 ]  |
| Jeux olympiques d'été de 2008   | Tigran Gevorq Martirosyan                                                       | Arménie                       | Bronze   | Haltérophilie, 69 kg hommes                       | [ 59 ]  |
| Jeux olympiques d'été de 2008   | Vitali Rəhimov                                                                  | Azerbaïdjan                   | Argent   | Lutte gréco-romaine 60 kg hommes                  | [ 60 ]  |
| Jeux olympiques d'été de 2008   | Rachid Ramzi                                                                    | Bahreïn                       | Or       | Athlétisme, 1 500 m hommes                        | [ 61 ]  |
| Jeux olympiques d'été de 2008   | Aksana Miankova                                                                 | Biélorussie                   | Or       | Athlétisme, lancer du marteau femmes              | [ 62 ]  |
| Jeux olympiques d'été de 2008   | Natallia Mikhnevich                                                             | Biélorussie                   | Argent   | Athlétisme, lancer du poids femmes                | [ 62 ]  |
| Jeux olympiques d'été de 2008   | Andrei Rybakou                                                                  | Biélorussie                   | Argent   | Haltérophilie, 85 kg hommes                       | [ 64 ]  |
| Jeux olympiques d'été de 2008   | Andrei Mikhnevich                                                               | Biélorussie                   | Bronze   | Athlétisme, lancer du poids hommes                | [ 65 ]  |
| Jeux olympiques d'été de 2008   | Nastassia Novikava                                                              | Biélorussie                   | Bronze   | Haltérophilie, 53 kg femmes                       | [ 64 ]  |
| Jeux olympiques d'été de 2008   | Nadzeya Astapchuk                                                               | Biélorussie                   | Bronze   | Athlétisme, lancer du poids femmes                | [ 66 ]  |
| Jeux olympiques d'été de 2008   | Liu Chunhong                                                                    | Chine                         | Or       | Haltérophilie, 69 kg femmes                       | [ 66 ]  |
| Jeux olympiques d'été de 2008   | Cao Lei                                                                         | Chine                         | Or       | Haltérophilie, 75 kg femmes                       | [ 66 ]  |
| Jeux olympiques d'été de 2008   | Chen Xiexia                                                                     | Chine                         | Or       | Haltérophilie, 48 kg femmes                       | [ 66 ]  |
| Jeux olympiques d'été de 2008   | Yarelys Barrios                                                                 | Cuba                          | Argent   | Athlétisme, lancer du disque femmes               | [ 67 ]  |
| Jeux olympiques d'été de 2008   | Chrysopiyí Devetzí                                                              | Grèce                         | Bronze   | Athlétisme, triple saut femmes                    | [ 60 ]  |
| Jeux olympiques d'été de 2008   | Davide Rebellin                                                                 | Italie                        | Argent   | Cyclisme, course en ligne hommes                  | [ 68 ]  |
| Jeux olympiques d'été de 2008   | Équipe de relais (Nesta Carter)                                                 | Jamaïque                      | Or       | Athlétisme, 4 × 100 m relais hommes               | [ 69 ]  |
| Jeux olympiques d'été de 2008   | Ilya Ilyin                                                                      | Kazakhstan                    | Or       | Haltérophilie, 94 kg hommes                       | [ 62 ]  |
| Jeux olympiques d'été de 2008   | Irina Nekrassova                                                                | Kazakhstan                    | Argent   | Haltérophilie, 63 kg femmes                       | [ 60 ]  |
| Jeux olympiques d'été de 2008   | Taimuraz Tigiyev                                                                | Kazakhstan                    | Argent   | Lutte libre 96 kg hommes                          | [ 64 ]  |
| Jeux olympiques d'été de 2008   | Mariya Grabovetskaya                                                            | Kazakhstan                    | Bronze   | Haltérophilie, +75 kg femmes                      | [ 60 ]  |
| Jeux olympiques d'été de 2008   | Asset Mambetov                                                                  | Kazakhstan                    | Bronze   | Lutte gréco-romaine 96 kg hommes                  | [ 60 ]  |
| Jeux olympiques d'été de 2008   | Kim Jong-su                                                                     | Corée du Nord                 | Argent   | Tir, 50 m pistolet hommes                         | [ 70 ]  |
| Jeux olympiques d'été de 2008   | Kim Jong-su                                                                     | Corée du Nord                 | Bronze   | Tir, 10 m pistolet hommes                         | ,       |
| Jeux olympiques d'été de 2008   | Équipe d'équitation (le cheval Camiro monté par le cavalier Tony André Hansen)  | Norvège                       | Bronze   | Équitation, saut d'obstacles par équipes          | [ 72 ]  |
| Jeux olympiques d'été de 2008   | Équipe de relais (Yuliya Chermoshanskaya)                                       | Russie                        | Or       | Athlétisme, 4 × 100 m relais femmes               | [ 73 ]  |
| Jeux olympiques d'été de 2008   | Mariya Abakumova                                                                | Russie                        | Argent   | Athlétisme, lancer du javelot femmes              | [ 74 ]  |
| Jeux olympiques d'été de 2008   | Khasan Baroyev                                                                  | Russie                        | Argent   | Lutte gréco-romaine 120 kg hommes                 | [ 60 ]  |
| Jeux olympiques d'été de 2008   | Tatyana Lebedeva                                                                | Russie                        | Argent   | Athlétisme, triple saut femmes                    | [ 69 ]  |
| Jeux olympiques d'été de 2008   | Tatyana Lebedeva                                                                | Russie                        | Argent   | Athlétisme, saut en longueur femmes               | [ 69 ]  |
| Jeux olympiques d'été de 2008   | Équipe de relais (Anastasiya Kapachinskaya, Tatyana Firova)                     | Russie                        | Argent   | Athlétisme, 4 × 400 m relais femmes               | [ 59 ]  |
| Jeux olympiques d'été de 2008   | Marina Shainova                                                                 | Russie                        | Argent   | Haltérophilie, 58 kg femmes                       | [ 59 ]  |
| Jeux olympiques d'été de 2008   | Khadjimourat Akkaïev                                                            | Russie                        | Bronze   | Haltérophilie, 94 kg hommes                       | [ 60 ]  |
| Jeux olympiques d'été de 2008   | Anna Chicherova                                                                 | Russie                        | Bronze   | Athlétisme, saut en hauteur femmes                | [ 77 ]  |
| Jeux olympiques d'été de 2008   | Nadezda Evstyukhina                                                             | Russie                        | Bronze   | Haltérophilie, 75 kg femmes                       | [ 59 ]  |
| Jeux olympiques d'été de 2008   | Dmitri Lapikov                                                                  | Russie                        | Bronze   | Haltérophilie, 105 kg hommes                      | [ 60 ]  |
| Jeux olympiques d'été de 2008   | Tatyana Chernova                                                                | Russie                        | Bronze   | Athlétisme, heptathlon femmes                     | [ 69 ]  |
| Jeux olympiques d'été de 2008   | Équipe de relais (Denis Alekseyev)                                              | Russie                        | Bronze   | Athlétisme, 4 × 400 m relais hommes               | [ 74 ]  |
| Jeux olympiques d'été de 2008   | Yekaterina Volkova                                                              | Russie                        | Bronze   | Athlétisme, 3 000 m steeple femmes                | [ 64 ]  |
| Jeux olympiques d'été de 2008   | Ara Abrahamian                                                                  | Suède                         | Bronze   | Lutte gréco-romaine 84 kg hommes                  | [ 78 ]  |
| Jeux olympiques d'été de 2008   | Elvan Abeylegesse                                                               | Turquie                       | Argent   | Athlétisme, 5 000 mètres femmes                   | [ 79 ]  |
| Jeux olympiques d'été de 2008   | Elvan Abeylegesse                                                               | Turquie                       | Argent   | Athlétisme, 10 000 mètres femmes                  | [ 79 ]  |
| Jeux olympiques d'été de 2008   | Sibel Özkan                                                                     | Turquie                       | Argent   | Haltérophilie, 48 kg femmes                       | [ 80 ]  |
| Jeux olympiques d'été de 2008   | Lyudmyla Blonska                                                                | Ukraine                       | Argent   | Athlétisme, heptathlon femmes                     | [ 81 ]  |
| Jeux olympiques d'été de 2008   | Vasyl Fedoryshyn                                                                | Ukraine                       | Argent   | Lutte libre 60 kg hommes                          | [ 82 ]  |
| Jeux olympiques d'été de 2008   | Olha Korobka                                                                    | Ukraine                       | Argent   | Haltérophilie, +75 kg femmes                      | [ 64 ]  |
| Jeux olympiques d'été de 2008   | Natalya Davydova                                                                | Ukraine                       | Bronze   | Haltérophilie, 69 kg femmes                       | [ 60 ]  |
| Jeux olympiques d'été de 2008   | Victoria Tereshchuk                                                             | Ukraine                       | Bronze   | Pentathlon moderne femmes                         | [ 83 ]  |
| Jeux olympiques d'été de 2008   | Denys Yurchenko                                                                 | Ukraine                       | Bronze   | Athlétisme, saut à la perche hommes               | [ 60 ]  |
| Jeux olympiques d'été de 2008   | Artur Taymazov                                                                  | Ouzbékistan                   | Or       | Lutte libre 120 kg hommes                         | [ 82 ]  |
| Jeux olympiques d'été de 2008   | Soslan Tigiyev                                                                  | Ouzbékistan                   | Argent   | Lutte libre 74 kg hommes                          | [ 64 ]  |
| Jeux olympiques d'hiver de 2010 | Evgeny Ustyugov                                                                 | Russie                        | Or       | Biathlon, départ groupé hommes                    | ,       |
| Jeux olympiques d'hiver de 2010 | Équipe de relais (Evgeny Ustyugov)                                              | Russie                        | Bronze   | Biathlon, relais hommes                           | [ 84 ]  |
| Jeux olympiques d'été de 2012   | Hripsime Khurshudyan                                                            | Arménie                       | Bronze   | Haltérophilie, +75 kg femmes                      | [ 86 ]  |
| Jeux olympiques d'été de 2012   | Valentin Hristov                                                                | Azerbaïdjan                   | Bronze   | Haltérophilie, -56 kg hommes                      | [ 87 ]  |
| Jeux olympiques d'été de 2012   | Nadzeya Astapchuk                                                               | Biélorussie                   | Or       | Athlétisme, lancer du poids femmes                | [ 88 ]  |
| Jeux olympiques d'été de 2012   | Iryna Kulesha                                                                   | Biélorussie                   | Bronze   | Haltérophilie, 75 kg femmes                       | [ 86 ]  |
| Jeux olympiques d'été de 2012   | Maryna Shkermankova                                                             | Biélorussie                   | Bronze   | Haltérophilie, 69 kg femmes                       | [ 90 ]  |
| Jeux olympiques d'été de 2012   | Davit Modzmanashvili                                                            | Géorgie                       | Argent   | Lutte libre 120 kg hommes                         | [ 91 ]  |
| Jeux olympiques d'été de 2012   | Zulfiya Chinshanlo                                                              | Kazakhstan                    | Or       | Haltérophilie, 53 kg femmes                       | [ 90 ]  |
| Jeux olympiques d'été de 2012   | Ilya Ilyin                                                                      | Kazakhstan                    | Or       | Haltérophilie, 94 kg hommes                       | [ 62 ]  |
| Jeux olympiques d'été de 2012   | Maiya Maneza                                                                    | Kazakhstan                    | Or       | Haltérophilie, 63 kg femmes                       | [ 90 ]  |
| Jeux olympiques d'été de 2012   | Svetlana Podobedova                                                             | Kazakhstan                    | Or       | Haltérophilie, 75 kg femmes                       | [ 90 ]  |
| Jeux olympiques d'été de 2012   | Jevgenij Shuklin                                                                | Lituanie                      | Argent   | Canoë, C1 200 mètres hommes (Y)                   | [ 92 ]  |
| Jeux olympiques d'été de 2012   | Anatoli Cîrîcu                                                                  | Moldavie                      | Bronze   | Haltérophilie, 94 kg hommes                       | [ 86 ]  |
| Jeux olympiques d'été de 2012   | Cristina Iovu                                                                   | Moldavie                      | Bronze   | Haltérophilie, 53 kg femmes                       | [ 86 ]  |
| Jeux olympiques d'été de 2012   | Artur Taymazov                                                                  | Ouzbékistan                   | Or       | Lutte libre 120 kg hommes                         | [ 93 ]  |
| Jeux olympiques d'été de 2012   | Soslan Tigiyev                                                                  | Ouzbékistan                   | Bronze   | Lutte libre 74 kg hommes                          | [ 94 ]  |
| Jeux olympiques d'été de 2012   | Razvan Martin                                                                   | Roumanie                      | Bronze   | Haltérophilie, 69 kg hommes                       | [ 87 ]  |
| Jeux olympiques d'été de 2012   | Roxana Cocoș                                                                    | Roumanie                      | Argent   | Haltérophilie, 69 kg femmes                       | [ 87 ]  |
| Jeux olympiques d'été de 2012   | Sergey Kirdyapkin                                                               | Russie                        | Or       | Athlétisme, 50 km marche hommes                   | [ 95 ]  |
| Jeux olympiques d'été de 2012   | Elena Lashmanova                                                                | Russie                        | Or       | Athlétisme, 20 km marche femmes                   | [ 96 ]  |
| Jeux olympiques d'été de 2012   | Ivan Ukhov                                                                      | Russie                        | Or       | Athlétisme, saut en hauteur hommes (Y)            | [ 97 ]  |
| Jeux olympiques d'été de 2012   | Tatyana Lysenko                                                                 | Russie                        | Or       | Athlétisme, lancer du marteau femmes              | [ 98 ]  |
| Jeux olympiques d'été de 2012   | Natalya Antyukh                                                                 | Russie                        | Or       | Athlétisme, 400 m haies femmes                    | ,       |
| Jeux olympiques d'été de 2012   | Mariya Savinova                                                                 | Russie                        | Or       | Athlétisme, 800 m femmes                          | [ 101 ] |
| Jeux olympiques d'été de 2012   | Yuliya Zaripova                                                                 | Russie                        | Or       | Athlétisme, 3 000 m steeple femmes                | ,       |
| Jeux olympiques d'été de 2012   | Apti Aukhadov                                                                   | Russie                        | Argent   | Haltérophilie, 85 kg hommes                       | [ 103 ] |
| Jeux olympiques d'été de 2012   | Aleksandr Ivanov                                                                | Russie                        | Argent   | Haltérophilie, 94 kg hommes                       | [ 86 ]  |
| Jeux olympiques d'été de 2012   | Olga Kaniskina                                                                  | Russie                        | Argent   | Athlétisme, 20 km marche femmes                   | [ 104 ] |
| Jeux olympiques d'été de 2012   | Yevgeniya Kolodko                                                               | Russie                        | Argent   | Athlétisme, lancer du poids femmes                | [ 105 ] |
| Jeux olympiques d'été de 2012   | Darya Pishchalnikova                                                            | Russie                        | Argent   | Athlétisme, lancer du disque femmes               | [ 106 ] |
| Jeux olympiques d'été de 2012   | Équipe de relais (Antonina Krivoshapka, Yulia Gushchina, Tatyana Firova)        | Russie                        | Argent   | Athlétisme, 4 × 400 m relais femmes               | [ 75 ]  |
| Jeux olympiques d'été de 2012   | Svetlana Tsarukayeva                                                            | Russie                        | Argent   | Haltérophilie, 63 kg femmes                       | [ 82 ]  |
| Jeux olympiques d'été de 2012   | Natalia Zabolotnaya                                                             | Russie                        | Argent   | Haltérophilie, 75 kg femmes                       | [ 86 ]  |
| Jeux olympiques d'été de 2012   | Tatyana Chernova                                                                | Russie                        | Bronze   | Athlétisme, heptathlon femmes                     | [ 107 ] |
| Jeux olympiques d'été de 2012   | Svetlana Shkolina                                                               | Russie                        | Bronze   | Athlétisme, saut en hauteur femmes (Y)            | [ 97 ]  |
| Jeux olympiques d'été de 2012   | Ruslan Albegov                                                                  | Russie                        | Bronze   | Haltérophilie, 105 kg hommes                      | [ 108 ] |
| Jeux olympiques d'été de 2012   | Asli Cakir Alptekin                                                             | Turquie                       | Or       | Athlétisme, 1 500 m femmes                        | [ 109 ] |
| Jeux olympiques d'été de 2012   | Gamze Bulut                                                                     | Turquie                       | Argent   | Athlétisme, 1 500 m femmes                        | [ 79 ]  |
| Jeux olympiques d'été de 2012   | Équipe de relais (Tyson Gay)                                                    | États-Unis                    | Argent   | Athlétisme, 4 × 100 m relais hommes               | [ 110 ] |
| Jeux olympiques d'été de 2012   | Oleksiy Torokhtiy                                                               | Ukraine                       | Or       | Haltérophilie, 105 kg hommes                      | [ 111 ] |
| Jeux olympiques d'été de 2012   | Oleksandr Pyatnytsya                                                            | Ukraine                       | Argent   | Athlétisme, lancer du javelot hommes              | [ 112 ] |
| Jeux olympiques d'été de 2012   | Yuliya Kalina                                                                   | Ukraine                       | Bronze   | Haltérophilie, 58 kg femmes                       | [ 113 ] |
| Jeux olympiques d'hiver de 2014 | Bob à 2 (Alexandr Zubkov, Alexey Voyevoda)                                      | Russie                        | Or       | Bobsleigh, Bob à 2                                | ,       |
| Jeux olympiques d'hiver de 2014 | Bob à 4 (Alexandr Zubkov, Alexey Voyevoda)                                      | Russie                        | Or       | Bobsleigh, Bob à 4                                | ,       |
| Jeux olympiques d'hiver de 2014 | Équipe de relais (Evgeny Ustyugov)                                              | Russie                        | Or       | Biathlon, relais hommes                           | [ 117 ] |
| Jeux olympiques d'hiver de 2014 | Équipe de relais (Olga Vilukhina, Yana Romanova, Olga Zaitseva)                 | Russie                        | Argent   | Biathlon, relais femmes                           | ,       |
| Jeux olympiques d'été de 2016   | Nijat Rahimov                                                                   | Kazakhstan                    | Or       | Haltérophilie, 77 kg hommes (Y)                   | ,       |
| Jeux olympiques d'été de 2016   | Misha Aloyan                                                                    | Russie                        | Argent   | Boxe, poids mouches hommes                        | [ 122 ] |
| Jeux olympiques d'été de 2016   | Izzat Artykov                                                                   | Kirghizistan                  | Bronze   | Haltérophilie, 69 kg hommes                       | [ 123 ] |
| Jeux olympiques d'été de 2016   | Gabriel Sâncrăian                                                               | Roumanie                      | Bronze   | Haltérophilie, 85 kg hommes                       | [ 122 ] |
| Jeux olympiques d'été de 2016   | Serghei Tarnovschi                                                              | Moldavie                      | Bronze   | Canoë, C1 1 000 mètres hommes                     | [ 124 ] |
| Jeux olympiques d'hiver de 2018 | Équipe de curling (Aleksandr Krouchelnitski)                                    | Athlètes olympiques de Russie | Bronze   | Curling, double mixte                             | [ 125 ] |
| Jeux olympiques d'été de 2020   | Équipe de relais (Chijindu Ujah)                                                | Royaume-Uni                   | Argent   | Athlétisme, 4 × 100 m relais hommes               | [ 126 ] |
| Jeux olympiques d'hiver de 2022 | Patinage artistique par équipes (Kamila Valieva)                                | ROC                           | Or       | Patinage artistique, épreuve par équipes          | ,       |
| Jeux olympiques d'été de 2024   | Jordan Chiles                                                                   | États-Unis                    | Bronze   | Épreuves aux sol (Z)                              | ,       |

## Médailles olympiques retirées par pays
Un total de 38 différents pays se sont vus retirés des médailles, en incluant l'Union Soviétique, l'équipe unifiée de 1992, les Athlètes olympiques de Russie de 2018 et le Comité olympique russe de 2022. Au total, 57 % de toutes les médailles retirées proviennent d'anciens États soviétiques.
| Pays                          | Médaille d'or | Médaille d'argent | Médaille de bronze | Total |
| ----------------------------- | ------------- | ----------------- | ------------------ | ----- |
| Russie                        | 14            | 21                | 12                 | 46    |
| Ukraine                       | 2             | 4                 | 5                  | 11    |
| Biélorussie                   | 2             | 3                 | 6                  | 11    |
| Kazakhstan                    | 6             | 2                 | 2                  | 10    |
| États-Unis                    | 5             | 2                 | 4                  | 10    |
| Bulgarie                      | 4             | 2                 | 1                  | 7     |
| Turquie                       | 1             | 4                 | 0                  | 5     |
| Chine                         | 3             | 0                 | 1                  | 4     |
| Espagne                       | 3             | 0                 | 1                  | 4     |
| Hongrie                       | 2             | 2                 | 0                  | 4     |
| Ouzbékistan                   | 2             | 1                 | 1                  | 4     |
| Roumanie                      | 1             | 1                 | 2                  | 4     |
| Suède                         | 1             | 1                 | 2                  | 4     |
| Grande-Bretagne               | 0             | 1                 | 2                  | 3     |
| Arménie                       | 0             | 0                 | 3                  | 3     |
| Moldavie                      | 0             | 0                 | 3                  | 3     |
| Allemagne                     | 2             | 0                 | 0                  | 2     |
| Azerbaïdjan                   | 0             | 1                 | 1                  | 2     |
| Corée du Nord                 | 0             | 1                 | 1                  | 2     |
| Grèce                         | 0             | 0                 | 2                  | 2     |
| Bahreïn                       | 1             | 0                 | 0                  | 1     |
| Canada                        | 1             | 0                 | 0                  | 1     |
| Irlande                       | 1             | 0                 | 0                  | 1     |
| Jamaïque                      | 1             | 0                 | 0                  | 1     |
| Pologne                       | 1             | 0                 | 0                  | 1     |
| ROC                           | 1             | 0                 | 0                  | 1     |
| Cuba                          | 0             | 1                 | 0                  | 1     |
| Finlande                      | 0             | 1                 | 0                  | 1     |
| Géorgie                       | 0             | 1                 | 0                  | 1     |
| Italie                        | 0             | 1                 | 0                  | 1     |
| Lituanie                      | 0             | 1                 | 0                  | 1     |
| Mongolie                      | 0             | 1                 | 0                  | 1     |
| Kirghizistan                  | 0             | 0                 | 1                  | 1     |
| Pays-Bas                      | 0             | 0                 | 1                  | 1     |
| Norvège                       | 0             | 0                 | 1                  | 1     |
| Athlètes olympiques de Russie | 0             | 0                 | 1                  | 1     |
| Union soviétique              | 0             | 0                 | 1                  | 1     |
| Équipe unifiée                | 0             | 0                 | 1                  | 1     |
| Total                         | 54            | 51                | 54                 | 159   |

## Liste des médailles olympiques retirées avant d'être rendues
Voici la liste des médailles olympiques qui ont été retirées dans un premier temps par le CIO, avant d'être rendues par la même organisation.
| Jeux                            | Athlète                                                                        | Pays                       | Médaille | Épreuve                              | Ref     |
| ------------------------------- | ------------------------------------------------------------------------------ | -------------------------- | -------- | ------------------------------------ | ------- |
| Jeux olympiques de 1912         | Jim Thorpe                                                                     | United States              | Or       | Athlétisme, pentathlon hommes        | [ 130 ] |
| Jeux olympiques de 1912         | Jim Thorpe                                                                     | United States              | Or       | Athlétisme, décathlon hommes         | [ 130 ] |
| Jeux olympiques d'été de 1952   | Ingemar Johansson                                                              | Suède                      | Argent   | Boxe, poids lourds hommes            | [ 131 ] |
| Jeux olympiques d'hiver de 1964 | Marika Kilius, Hans-Jürgen Bäumler                                             | Équipe unifiée d'Allemagne | Argent   | Patinage artistique, couples         | [ 132 ] |
| Jeux olympiques d'hiver de 1998 | Ross Rebagliati                                                                | Canada                     | Or       | Snowboard, slalom géant hommes       | [ 133 ] |
| Jeux olympiques d'été de 2000   | Équipe de relais (à l'exception de Marion Jones)                               | États-Unis                 | Or       | Athlétisme, 4 × 400 m relais femmes  | [ 134 ] |
| Jeux olympiques d'été de 2000   | Équipe de relais (à l'exception de Marion Jones)                               | États-Unis                 | Bronze   | Athlétisme, 4 × 100 m relais femmes  | [ 134 ] |
| Jeux olympiques d'été de 2004   | María Luisa Calle                                                              | Colombie                   | Bronze   | Cyclisme, course aux points femmes   | [ 135 ] |
| Jeux olympiques d'été de 2008   | Vadim Devyatovskiy                                                             | Biélorussie                | Argent   | Athlétisme, lancer du marteau hommes | [ 136 ] |
| Jeux olympiques d'été de 2008   | Ivan Tsikhan                                                                   | Biélorussie                | Bronze   | Athlétisme, lancer du marteau hommes | [ 136 ] |
| Jeux olympiques d'hiver de 2014 | Alexander Legkov                                                               | Russie                     | Or       | Ski de fond, 50 km hommes            | [ 137 ] |
| Jeux olympiques d'hiver de 2014 | Aleksandr Tretyakov                                                            | Russie                     | Or       | Skeleton, Individuel hommes          | [ 137 ] |
| Jeux olympiques d'hiver de 2014 | Équipe de relais (Alexander Legkov, Maxim Vylegzhanin, Alexander Bessmertnykh) | Russie                     | Argent   | Ski de fond, relais 4x10 km hommes   | [ 137 ] |
| Jeux olympiques d'hiver de 2014 | Maksim Vylegzhanin                                                             | Russie                     | Argent   | Ski de fond, 50 km hommes            | [ 137 ] |
| Jeux olympiques d'hiver de 2014 | Équipe de relais (Maxim Vylegzhanin, Nikita Kriukov)                           | Russie                     | Argent   | Sprint par équipes hommes            | [ 137 ] |
| Jeux olympiques d'hiver de 2014 | Olga Vilukhina                                                                 | Russie                     | Argent   | Biathlon, sprint femmes              | [ 138 ] |
| Jeux olympiques d'hiver de 2014 | Olga Fatkulina                                                                 | Russie                     | Argent   | Patinage de vitesse, 500 m femmes    | [ 137 ] |
| Jeux olympiques d'hiver de 2014 | Albert Demchenko                                                               | Russie                     | Argent   | Luge, individuel hommes              | [ 137 ] |
| Jeux olympiques d'hiver de 2014 | Équipe de relais (Albert Demchenko, Tatiana Ivanova)                           | Russie                     | Argent   | Luge, relais                         | [ 137 ] |
| Jeux olympiques d'hiver de 2014 | Elena Nikitina                                                                 | Russie                     | Bronze   | Skeleton, Individuel femmes          | [ 137 ] |
| Jeux olympiques d'hiver de 2014 | Nicklas Bäckström                                                              | Suède                      | Argent   | Hockey sur glace, tournoi masculin   | [ 139 ] |
| Jeux olympiques d'hiver de 2022 | Daniela Maier,                                                                 | Allemagne                  | Bronze   | Ski acrobatique, Skicross femmes (Z) | [ 13 ]  |

## Retirées, rendues et retirées à nouveau
Lors du relais 4 × 400 mètres masculin aux Jeux olympiques d'été de 2000, six médailles d'or sont décernées à l'équipe américaine composée de : Jerome Young, Michael Johnson, Antonio Pettigrew, Angelo Taylor, Alvin Harrison et Calvin Harrison. En 2004, Young est rétroactivement suspendu de 1999 à 2001 et les six athlètes perdent leurs médailles.
En 2005, le Tribunal arbitral du sport réattribuent les médailles aux cinq autres coureurs. Mais en 2008, Pettigrew admet l'utilisation de HGH et d'EPO, de 1997 à 2003, ce qui signifie que l'équipe est définitivement disqualifiée. Il faut attendre 2012 pour que les médailles soient officiellement retirées.